# Station Pringy
Station Pringy is een spoorwegstation in Pringy in de Franse gemeente Annecy.
Het wordt bediend door de TER Auvergne-Rhône-Alpes en lijn L2 van de Léman Express.

## Treindiensten
| Serie | Treinsoort                | Route                                                                           | Bijzonderheden |
| ----- | ------------------------- | ------------------------------------------------------------------------------- | -------------- |
| L2    | Léman Express (CFF, SNCF) | Coppet – Genève-Cornavin – Annemasse (– La Roche-sur-Foron (– Pringy – Annecy)) |                |